# روس ريد (دراج)
روس ريد (بالإنجليزية: Ross Reid) هو دراج بريطاني، ولد في 21 أغسطس 1987 في Llanharry ‏ في المملكة المتحدة.

## روابط خارجية
- روس ريد على موقع اتحاد ألعاب الكومنولث (مؤرشف) (الإنجليزية)
- روس ريد على موقع دورة ألعاب الكومنولث 2006 (مؤرشف) (الإنجليزية)